# Michael Doleac
Michael Scott Doleac  (San Antonio, Teksas, 15. lipnja 1977.) američki je profesionalni košarkaš. Igra na poziciji centra, a trenutačno je slobodan igrač. Izabran je u 1. krugu (12. ukupno) NBA drafta 1998. od strane Orlando Magicsa.

## Sveučilište
Pohađao je sveučilište u Utahi. Sveučilišnu karijeru završio je s 1 519 poena i 886 skokova.

## NBA
Izabran je kao 12. izbor NBA drafta 1998. od strane Orlando Magicsa. Doleac je 1999. izabran u All-Rookie drugu petorku. U sezoni 2005./06. Doleac je osvojio svoj jedini NBA prsten s Miami Heatom. Tijekom sezone 2008./09. bio je slobodan igrač. Nakon završetka NBA karijere želi postati doktor.

## NBA statistika

### Regularni dio
| Godina    | Klub      | Odig. uta. | Uta. poč. | Min. | 2P%  | 3P%  | Sl. bac.% | Skok. | Asist. | Ukr. lop. | Blok. | Poena |
| --------- | --------- | ---------- | --------- | ---- | ---- | ---- | --------- | ----- | ------ | --------- | ----- | ----- |
| 1998./99. | Orlando   | 49         | 0         | 15.9 | .468 | .000 | .675      | 3.0   | .4     | .4        | .3    | 6.2   |
| 1999./00. | Orlando   | 81         | 29        | 16.5 | .452 | .500 | .842      | 4.1   | .8     | .4        | .4    | 7.0   |
| 2000./01. | Orlando   | 77         | 21        | 18.2 | .417 | .000 | .847      | 3.5   | .8     | .5        | .5    | 6.4   |
| 2001./02. | Cleveland | 42         | 15        | 16.8 | .417 | .000 | .826      | 4.0   | .6     | .4        | .3    | 4.6   |
| 2002./03. | New York  | 75         | 0         | 13.9 | .426 | .000 | .783      | 2.9   | .6     | .2        | .2    | 4.4   |
| 2003./04. | New York  | 46         | 0         | 14.9 | .444 | .000 | .861      | 4.1   | .7     | .4        | .6    | 5.0   |
| 2003./04. | Denver    | 26         | 0         | 13.2 | .412 | .000 | .875      | 2.9   | .5     | .2        | .2    | 3.6   |
| 2004./05. | Miami     | 80         | 8         | 14.7 | .447 | .000 | .610      | 3.2   | .6     | .3        | .3    | 4.0   |
| 2005./06. | Miami     | 31         | 3         | 12.0 | .420 | .000 | .800      | 2.7   | .3     | .3        | .2    | 3.2   |
| 2006./07. | Miami     | 56         | 0         | 12.5 | .469 | .000 | .878      | 2.8   | .4     | .3        | .3    | 3.6   |
| 2007./08. | Minnesota | 24         | 8         | 10.7 | .444 | .000 | .500      | 2.0   | .3     | .4        | .4    | 2.4   |
| Ukupno    |           | 587        | 84        | 15.0 | .439 | .125 | .791      | 3.3   | .6     | .3        | .3    | 4.9   |

### Doigravanje
| Godina    | Klub    | Odig. uta. | Uta. poč. | Min. | 2P%  | 3P%  | Sl. bac.% | Skok. | Asist. | Ukr. lop. | Blok. | Poena |
| --------- | ------- | ---------- | --------- | ---- | ---- | ---- | --------- | ----- | ------ | --------- | ----- | ----- |
| 1998./99. | Orlando | 4          | 0         | 10.8 | .278 | .000 | .778      | 3.0   | .0     | .0        | .2    | 4.3   |
| 2000./01. | Orlando | 4          | 0         | 11.3 | .375 | .000 | .000      | 3.5   | .3     | .8        | .0    | 3.0   |
| 2003./04. | Denver  | 5          | 0         | 9.8  | .500 | .000 | .000      | 1.4   | .6     | .0        | .0    | 2.0   |
| 2004./05. | Miami   | 9          | 0         | 7.2  | .438 | .000 | 1.000     | 1.6   | .0     | .1        | .1    | 1.8   |
| 2005./06. | Miami   | 8          | 0         | 9.0  | .538 | .000 | 1.000     | 2.8   | .0     | .1        | .0    | 2.0   |
| 2006./07. | Miami   | 1          | 0         | 1.0  | .000 | .000 | .000      | .0    | .0     | .0        | .0    | .0    |
| Ukupno    |         | 31         | 0         | 8.9  | .411 | .000 | .846      | 2.2   | .1     | .2        | .1    | 2.3   |

## Vanjske poveznice
- Profil na NBA.com
- Profil na Basketball-Reference.com